# 荣耀以色列犹太会堂

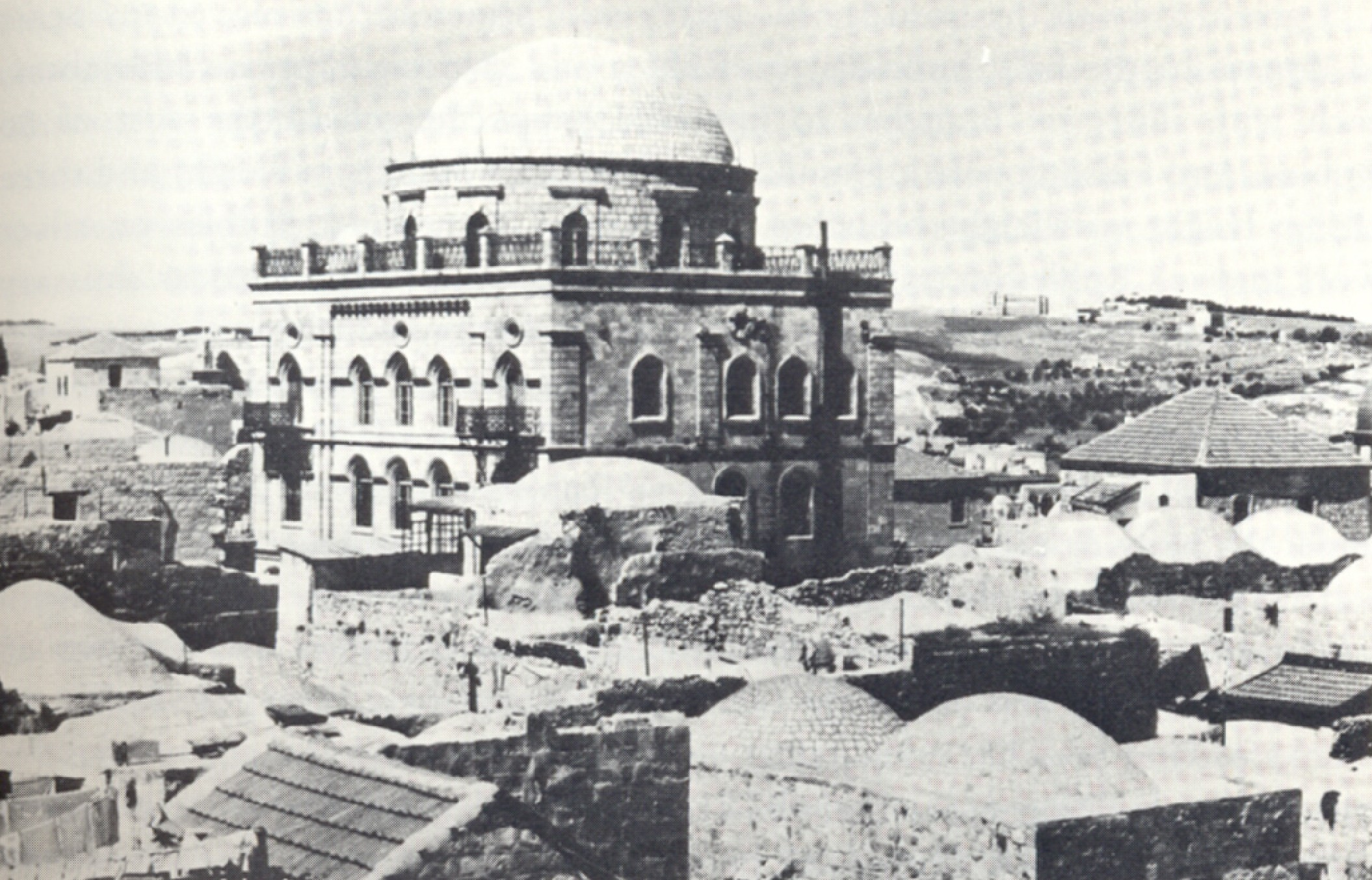
荣耀以色列犹太会堂

荣耀以色列犹太会堂（希伯來語：‎；意第绪语：Tiferes Yisroel，英语：Tiferet Yisrael Synagogue；又名尼桑贝克会堂，意第绪语：ניסן בק שול‬）曾是耶路撒冷老城在19世纪和20世纪最顯眼的犹太会堂之一。它在1948年第一次中东战争期间被阿拉伯军团摧毀，六日战争中以色列收复老城后将其作为废墟保留。它得名于鲁任哈西德王朝的创始人鲁任的以色列拉比。2012年耶路撒冷市政府批准重建这座犹太会堂的计划。 2014年5月29日奠基。

## 起源
1747年哈西德派进入耶路撒冷，他们在小型的私人场所祷告。直到1839年，尼桑贝克拉比才开始计划修建哈西德派犹太会堂。

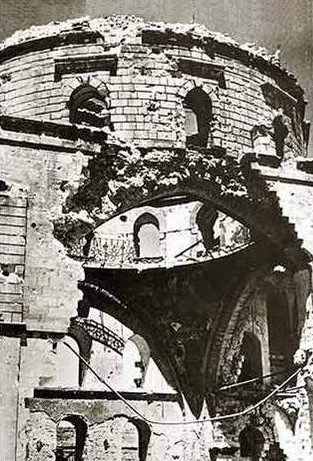
1948年5月

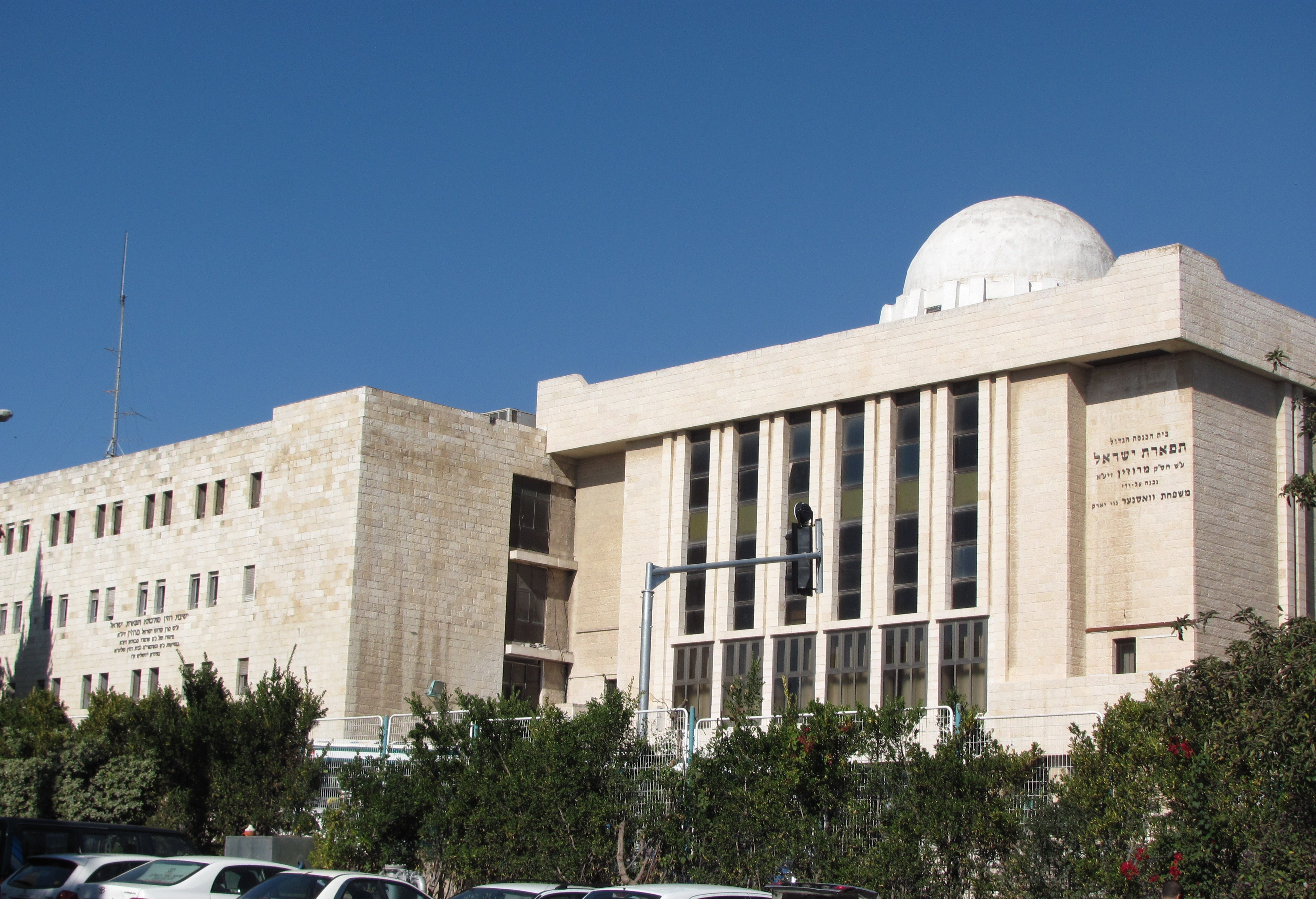
耶路撒冷新城的荣耀以色列犹太学院（左）和犹太会堂（右）

  